# دریاچه وشت
دریاچه وشت که در ورودی روستای وشت در جاده بروجرد به نهاوند قرار دارد بر اثر افزایش بارش نزولات آسمانی در فروردین ماه سال ۱۳۹۸ در نهاوند در محل یکی از معادن سنگ روستای وشت ظاهر شده‌است. بارندگی‌ها و پرآب شدن آب‌های زیر زمینی در روستای وشت شهرستان نهاوند باعث به وجود آمدن دریاچه در این منطقه شده که توجه زیادی را از نظر طبیعی به خود جلب کرده‌است.
گفته می‌شود عمق این دریاچه در برخی مناطق از ۴ متر تا ۱۰متر گزا رش شده‌است. این دریاچه به وسعت ۴ تا ۵ هزار متر مربع می‌باشد.
طبق گفته کارشناسان آب این دریاچه آهکی است و خواص درمانی دارد.